# Cristián Basaure
Cristián Andrés Basaure Urzúa (* 18. März 1981 in Santiago) ist ein ehemaliger chilenischer Fußballspieler auf der Position eines Abwehrspielers.

## Karriere
Cristián Basaure begann seine Profikarriere 1999 beim CD Universidad Católica, debütierte aber erst bei seiner zweiten Station bei Fernández Vial. Er spielte hauptsächlich für Vereine aus der Primera B. Seine letzte Karrierestation war 2013 bis 2014 Deportes La Serena.

## Nach der Karriere
Nach seiner Profikarriere war Basaure als Sportkommentator für verschiedene Fußballprogramme wie Canal del Fútbol oder TNT Sports Chile aktiv. Zudem hat er eine Fußballschule in Puente Alto und engagiert sich in Projekten für Kinder, die Medien, Fußball und Familie verknüpfen.

## Sonstiges
Sein Großvater Hugo Basaure war ein bekannter Boxer.